# Harris Dickinson

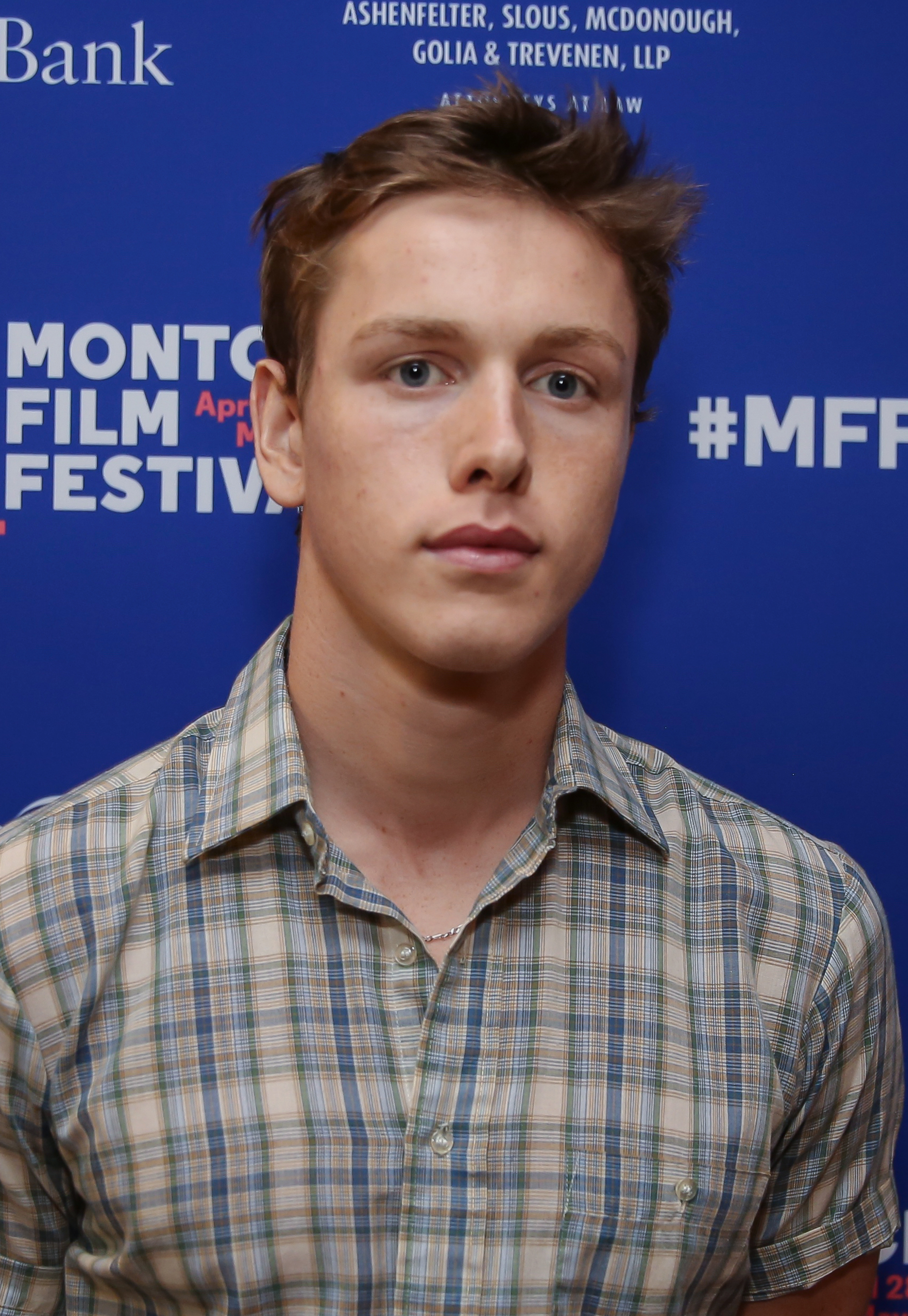
Harris Dickinson (2017)

Harris Dickinson (* 24. Juni 1996 in East London) ist ein britischer Film- und Theaterschauspieler.

## Leben und Karriere
Harris Dickinson wurde in East London geboren. Im März 2014 war er in einer Rolle in Angels in einer Inszenierung von Pauline McLynn am National Theatre in Southbank zu sehen. Im selben Jahr hatte er in zwei Folgen der Fernsehserie Some Girls in der Rolle des Tonka einen Auftritt. Sein Kinodebüt gab Dickinson 2017 mit der Hauptrolle des Frankie in Beach Rats. Im selben Jahr wurde er für die Rolle des Entführungsopfers John Paul Getty III in der Miniserie Trust von Danny Boyle und Simon Beaufoy aus dem Jahr 2018 verpflichtet. In der satirischen Tragikomödie Triangle of Sadness von Ruben Östlund, die im Mai 2022 bei den Filmfestspielen in Cannes im Hauptwettbewerb gezeigt wurde, war Dickinson in der titelgebenden Rolle als Fotomodel zu sehen. In der Filmbiografie The Iron Claw von Sean Durkin, die im Dezember 2023 in die Kinos kam, spielte er an der Seite von Zac Efron und Jeremy Allen White den Wrestler David Von Erich. In dem Filmdrama Georgie von Charlotte Regan, das im Januar 2023 beim Sundance Film Festival gezeigt wurde, spielte er in einer Hauptrolle den Vater der Titelfigur. In Babygirl von Halina Reijn ist er in einer Hauptrolle neben Nicole Kidman als deren jüngere Affäre zu sehen. Ebenfalls eine Hauptrolle erhielt Dickinson in dem Historiendrama Blitz von Steve McQueen, in dem er, wie in See How They Run, abermals an der Seite von Saoirse Ronan spielt. Der Film feierte im Oktober 2024 beim London Film Festival seine Premiere.
Dickinson lebt in London.

## Filmografie (Auswahl)
- 2017: Beach Rats
- 2017: Clique (Fernsehserie, 4 Folgen)
- 2017: Morning Blues (Kurzfilm)
- 2017: Silent Witness (Fernsehserie, 2 Folgen)
- 2018: Postcards from London
- 2018: The Darkest Minds – Die Überlebenden (The Darkest Minds)
- 2018: Trust (Fernsehserie, 10 Folgen)
- 2019: Matthias & Maxime
- 2019: Der dunkle Kristall: Ära des Widerstands (The Dark Crystal: Age of Resistance, Fernsehserie)
- 2019: County Lines
- 2019: Maleficent: Mächte der Finsternis (Maleficent: Mistress of Evil)
- 2021: The Souvenir Part II
- 2021: The King’s Man: The Beginning (The King’s Man)
- 2022: Triangle of Sadness
- 2022: Der Gesang der Flusskrebse (Where the Crawdads Sing)
- 2022: See How They Run
- 2022: Don’t Look at the Demon
- 2023: Georgie (Scrapper)
- 2023: The Iron Claw
- 2023: A Murder at the End of the World (Fernsehserie)
- 2024: Babygirl
- 2024: Blitz

## Auszeichnungen
British Academy Film Award
- 2022: Nominierung für den Rising Star Award[3]

British Independent Film Award
- 2021: Nominierung als Bester Nebendarsteller (County Lines)[4]

Gotham Award
- 2017: Nominierung als Bester Nachwuchsschauspieler (Beach Rats)[5]

Independent Spirit Award
- 2018: Nominierung als Bester Hauptdarsteller (Beach Rats)[6]

London Critics’ Circle Film Award
- 2018: Nominierung als Bester britischer Nachwuchsdarsteller (Beach Rats)